# Shimon Peres
Shimon Peres, nato con il nome di Szymon Perski (in ebraico: שמעון פרס ; Wiszniew, 2 agosto 1923 – Ramat Gan, 28 settembre 2016), è stato un politico israeliano, presidente d'Israele dal 2007 al 2014.
A lungo esponente di primo piano del Partito Laburista Israeliano, del quale è stato a capo ininterrottamente dal 1977 al 1992 e successivamente a più riprese sino al 2005, sin dagli anni settanta ha assunto diversi incarichi di rilievo in seno alle istituzioni d'Israele, operando come primo ministro nei periodi 1984-1986 e 1995-1996, nonché come ministro degli esteri (1986-1988, 1992-1995 e 2001-2002), della difesa (1974-1977 e 1995-1996), dei trasporti (1970-1974), delle finanze (1988-1990).
Nel 1994 a Peres è stato assegnato il premio Nobel per la pace insieme a Yitzhak Rabin e Yasser Arafat per gli sforzi nel processo di pace nel Vicino Oriente, culminati con gli accordi di Oslo. Nel 2005 è diventato vicepremier nel governo di coalizione guidato da Ariel Sharon che gli ha affidato il Ministero per lo sviluppo della periferia, del Negev e della Galilea e dell'economia regionale. Nello stesso anno ha lasciato a sorpresa il Partito Laburista per aderire al partito centrista Kadima fondato dallo stesso Sharon. Eletto presidente d'Israele il 13 giugno 2007, è entrato in carica dal successivo 15 luglio sino al 24 luglio 2014. A partire dal 1º gennaio 2013 è stato il capo di Stato più anziano del mondo.

## Biografia

### Nascita e primi anni
Nacque a Wiszniew (oggi Višneva, o Vishnievo), una piccola località polacca ora appartenente alla Bielorussia, da Yitzhak, commerciante di legname e Sara Perski, libraia. Il padre emigrò nel 1932 nella Palestina mandataria e la sua famiglia lo seguì nel 1934, insediandosi a Tel Aviv cinque anni prima dell'occupazione e spartizione della Polonia da parte di Terzo Reich e Unione sovietica.
Peres studiò alla Geula High School ("Gymnasium") di Tel Aviv e poi alla scuola agraria di Ben Shemen.

### Matrimonio
Fu sposato con Sonya Gelman (1924 - 2011), figlia di un docente alla scuola di Ben Shemen. Aveva una figlia, Tzvia (Tziki) Walden-Peres, un'esperta in lingue, e due figli, Yoni (nato nel 1952), veterinario, e Chemi, presidente di Pitango Venture Capital, un'importante società israeliana di venture capital. Peres era cugino di primo grado dell'attrice Lauren Bacall, nata con il nome di Betty Joan Perske.

## Attività

### Carriera politica
Peres ha trascorso diversi anni nel kibbutz Geva e nel kibbutz Alumot, di cui fu uno dei fondatori, qui venne scelto da Levi Eshkol tra gli organizzatori del movimento giovanile laburista Hanoar Haoved e nel 1943 ne venne eletto segretario e fu delegato nel 1946 al 22º congresso sionista mondiale dove incontrò David Ben Gurion. Come si può vedere, Peres nella sua giovane età già era venuto a contatto con due importanti esponenti della vita politica israeliana, che saranno poi premier, e soprattutto con Ben-Gurion trovò concordanza negli obiettivi politici come il programma di formazione di uno Stato ebraico, tanto che Peres ne divenne un protetto.

### Militare
Nel 1947 fu arruolato nell'Haganah (nucleo delle future forze di difesa israeliane) scelto da Ben Gurion insieme ad altri giovani e venne nominato dallo stesso come responsabile per il personale e l'acquisto delle armi. Nel 1948, Shimon Peres divenne capo della marina israeliana durante la guerra di indipendenza del nuovo Stato israeliano. Alla fine della guerra diventò direttore della delegazione del Ministero della difesa negli Stati Uniti. Qui ebbe occasione di studiare alla New School for Social Research di New York, all'Università di New York ed ad Harvard.
Nel 1953 fu nominato anche direttore generale del ministro della difesa. Era incaricato dell'acquisto delle armi per il giovane Stato d'Israele. In questa carica ottenne diversi successi militari come la campagna del Sinai, architettata insieme a Gran Bretagna e Francia. Peres in quegli anni puntò a stabilire una forte ed avanzata industria militare israeliana, soprattutto nell'aeronautica con la Israel Aerospace Industries (IAI).
Gli sforzi di Peres furono ottimi in quanto riuscì ad acquisire dalla Francia il caccia Dassault Mirage III, un aereo militare a reazione, ed un reattore nucleare; era anche in trattative per il più avanzato Mirage 5, ma lo scoppio della guerra e il successivo embargo bloccarono la vendita, e lo spionaggio israeliano procurò i piani di costruzione, che furono attuati dalla IAI nel caccia Nesher. Infatti Peres puntava ad un programma di sviluppo nucleare (anche militare) e convinse la Francia proprio a costruire segretamente questo reattore nucleare a partire dal 1957.
Nel 1959 fu eletto alla Knesset (parlamento israeliano), come membro del Partito Mapai. Da questa data fino al 1965 lavorò al Ministero della difesa fino a che fu implicato nell'affare Lavon con Moshe Dayan. Peres e Dayan lasciarono il Mapai del loro protettore, David Ben Gurion, per formare un nuovo partito, il Partito Rafi che poi si riconciliò con il Mapai nel 1968, ma quando Ben Gurion ormai non c'era più. Da tale fusione nacque l'attuale Partito Laburista Israeliano. Nel 1969 Peres venne nominato ministro dell'assorbimento e nel 1970 ministro dei trasporti e delle comunicazioni.

### La leadership di partito
Dopo che Golda Meir aveva dato le dimissioni da primo ministro nel 1974 a causa delle conseguenze della guerra del Kippur, Peres ebbe la prima possibilità di candidarsi come premier, ma si trovò di fronte come rivale Yitzhak Rabin, collega di partito, ma eterno avversario nella leadership del Partito Laburista e, quindi, del governo. Peres, in questa occasione, perse per 298 voti a 254 ma ottenne la carica di ministro della difesa nel governo Rabin, rimpiazzando Moshe Dayan, dopo un breve periodo come ministro dell'informazione. Tuttavia i rapporti tra i due uomini politici rimasero tesi per diversi anni e Peres continuò a essere il maggiore rivale di Rabin.
La sua attività diplomatica in questi anni fu molto viva: rinforzò e rivitalizzò le forze di difesa israeliane e partecipò ai negoziati di pace con l'Egitto. Fu tra i fautori del concetto di "Good Fence", promuovendo il miglioramento dei rapporti con i residenti del Sud del Libano. Nel 1977 ottenne per la prima volta la carica di primo ministro ad interim per breve periodo, dopo le dimissioni di Rabin conseguenti allo scandalo che aveva coinvolto la moglie, Leah Rabin, accusata di mantenere un conto bancario all'estero, in violazione alle regole monetarie vigenti in Israele.
Ottenuta, quindi, la leadership di partito e di governo, questa non venne mai confermata dalle votazioni in quanto Peres subì una sconfitta elettorale sempre nel 1977. Era una sconfitta pesante perché era la prima volta che il Partito Laburista Israeliano perdeva il potere dalla nascita dello Stato d'Israele. Nel 1978, venne eletto vicepresidente dell'Internazionale Socialista. Peres subì una seconda sconfitta elettorale nel 1981. Le possibilità di vittoria vennero minate dall'attacco aereo dell'IAF israeliana al reattore nucleare iracheno di Osirak e dai toni razzisti di un comico israeliano che sosteneva il Partito Laburista.

### Carriera di primo ministro
All'inizio del 1981, Israele incominciò a soffrire di un'inflazione incontrollata a causa della guerra in Libano voluta da Ariel Sharon. Alle elezioni del 1984 Peres divenne primo ministro, ma, nonostante la maggioranza ricevuta dalle urne e a causa della grave situazione economica, si costituì una coalizione di governo formata dal Partito Laburista, dal partito avversario Likud di Yitzhak Shamir e da altri partiti minori. Peres dovette quindi alternarsi alla carica con il suo avversario: restò al potere fino al 1986. Peres fu comunque responsabile del sempre peggiore andamento dell'inflazione che crollò in brevissimo tempo.
Dopo essersi alternato con il suo avversario alla carica di premier, nel 1986, divenne ministro degli esteri prima e ministro delle finanze poi, nel 1988. Nel 1990 lasciò col suo partito la coalizione di governo dopo aver fallito nel tentativo di formare una nuova coalizione di minore portata con il Partito Laburista, con alcuni piccoli gruppi di sinistra e col partito Haredi. Nel governo di unità nazionale (1988-1990) Peres fu vice premier e ministro delle finanze. Nel periodo 1990-1992, guidò l'opposizione nella Knesset.
Nel 1992 Peres venne sconfitto (di nuovo) alle prime elezioni primarie nella storia del Partito Laburista da Yitzhak Rabin, che lui stesso aveva sostituito anni prima. Rabin poi vinse le elezioni come premier mentre Peres venne nominato ministro degli esteri dal 1992. Come era accaduto in passato, anche questa volta Peres sostituì il suo avversario di partito, succedendogli brevemente dopo l'assassinio nel 1995.
Nel 1994, in seguito agli accordi di Oslo, Shimon Peres raggiunse l'apice della sua carriera politica e gli fu assegnato il premio Nobel per la pace con Yitzhak Rabin e Yasser Arafat. È rimasto difensore deciso degli accordi e dell'Autorità Palestinese dopo l'inizio delle due intifade. Tuttavia sostenne la politica di Ariel Sharon di usare le forze armate israeliane per contrastare la guerriglia palestinese e per sradicarne l'infrastruttura politica e militare.

### Gli anni bui
L'11 aprile 1996 in qualità di primo ministro autorizzò un massiccio attacco aereo denominato operazione Grappoli d'ira come rappresaglia per il lancio di razzi Katyusha in territorio israeliano sparati da miliziani Hezbollah dopo l'uccisione di due appartenenti al gruppo da parte dell'esercito israeliano. Il 18 aprile l'aeronautica militare israeliana bombardò una base delle Nazioni Unite dove si erano rifugiati 800 civili uccidendo 102 persone e ferendone altre 120, l'avvenimento prese il nome di strage di Cana.
Peres venne sconfitto da Benjamin Netanyahu nelle prime elezioni dirette per il primo ministro nella storia di Israele nel 1996. In questi anni Shimon Peres è stato spesso "ambasciatore" non ufficiale di Israele, soprattutto quando si trovava all'opposizione, grazie al prestigio acquistato nell'opinione pubblica internazionale e negli ambienti diplomatici.
Nel 1997 non si presentò alle nuove elezioni per la guida del Partito Laburista e venne perciò sostituito da Ehud Barak. Barak si oppose al tentativo di Peres di ricoprire la posizione di presidente del partito e, nel formare il nuovo governo nel 1999, gli fece assegnare un ruolo minore, come ministro dello sviluppo regionale. Peres ha ricevuto un ulteriore duro colpo al suo prestigio quando la Knesset rifiutò nel 2000 la sua proposta di creare un presidente di Israele in carica per sette anni.

### Il ritorno

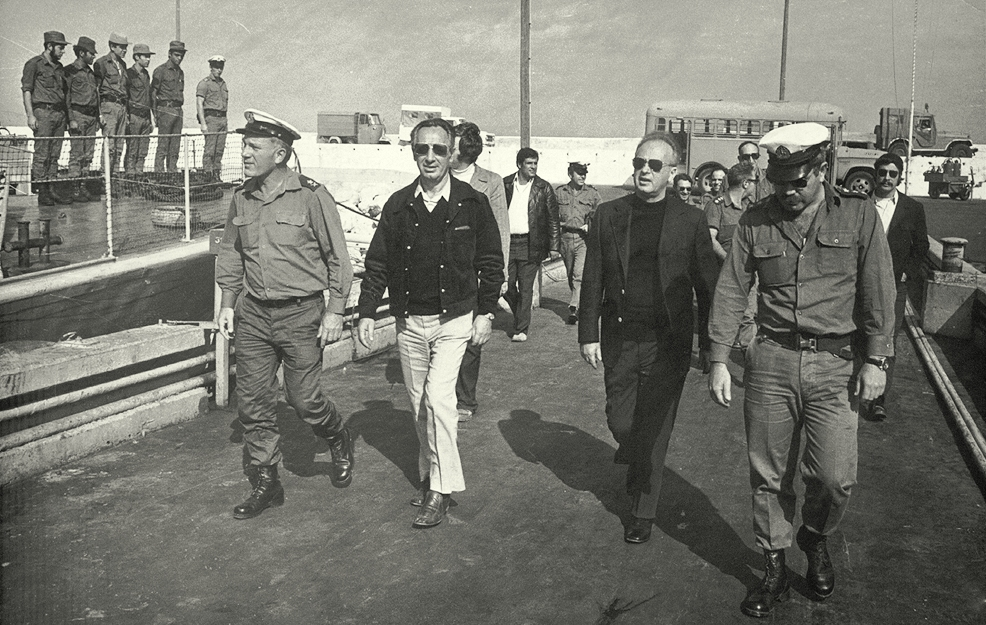
Shimon Peres e Yitzhak Rabin nel 1975

Shimon Peres con Donald Rumsfeld

Dopo la sconfitta del Partito Laburista di Barak da parte di Ariel Sharon nelle elezioni del 2001, Peres ha costruito ancora una volta il suo ritorno sulle scene politiche sostituendo Barak alla leadership di partito. Ha guidato il Partito Laburista nel governo di unità nazionale con il Likud di Sharon, assicurandosi la carica di ministro degli esteri. La leadership formale del partito è passata quindi a Benjamin Ben-Eliezer e poi ad Amram Mitzna mentre a Peres non venivano risparmiate forti critiche legate alla sua posizione di ministro degli esteri in un governo che formalmente doveva puntare al processo di pace, ma che nella realtà lo ostacolava.
Ha lasciato l'incarico quando il suo partito si è ritirato poco prima delle elezioni del 2003, nelle quali ha subito una pesante sconfitta che ha costretto Mitzna al ritiro e Peres a ricoprire la carica di leader ad interim. Ha guidato il partito in un'ennesima coalizione con Sharon alla fine del 2004 quando si stava programmando il "disimpegno" israeliano dalla striscia di Gaza.
Nel periodo 2006-2007 ha ricoperto l'incarico di Ministero per lo sviluppo della periferia, del Negev e della Galilea.

### Presidente dello Stato
Il 13 giugno 2007 è stato eletto presidente dello Stato di Israele, con 86 voti a favore e 23 contrari al secondo scrutinio come unico candidato. Al primo scrutinio aveva ottenuto 58 voti contro i 37 raccolti dal candidato del Likud Reuven Rivlin e i 21 raccolti dalla candidata laburista Colette Avital; entrambe le candidature vennero ritirate dai partiti di appartenenza per favorire l'ascesa di Peres. Peres è stato il nono presidente di Israele da luglio 2007, momento in cui ha cessato di essere membro della Knesset, concludendo una carriera parlamentare ininterrotta cominciata nel 1959, al 24 luglio 2014, data in cui ha giurato il nuovo presidente Reuven Rivlin.

### Altre attività
A fine aprile 2015 Peres ha accettato, tramite il proprio studio Peres & Associates, un ruolo di consulenza presso l'azienda farmaceutica Teva e ha dichiarato che gli introiti verranno destinati al Peres Center for Peace e ad altre iniziative di beneficenza.

### La morte
Il 13 settembre 2016 viene colto da un'ischemia cerebrale e ricoverato in coma indotto presso il Tel HaShomer Hospital di Tel Aviv. Muore il 28 settembre, quindici giorni dopo, e viene sepolto sul monte Herzl.

## Linea politica

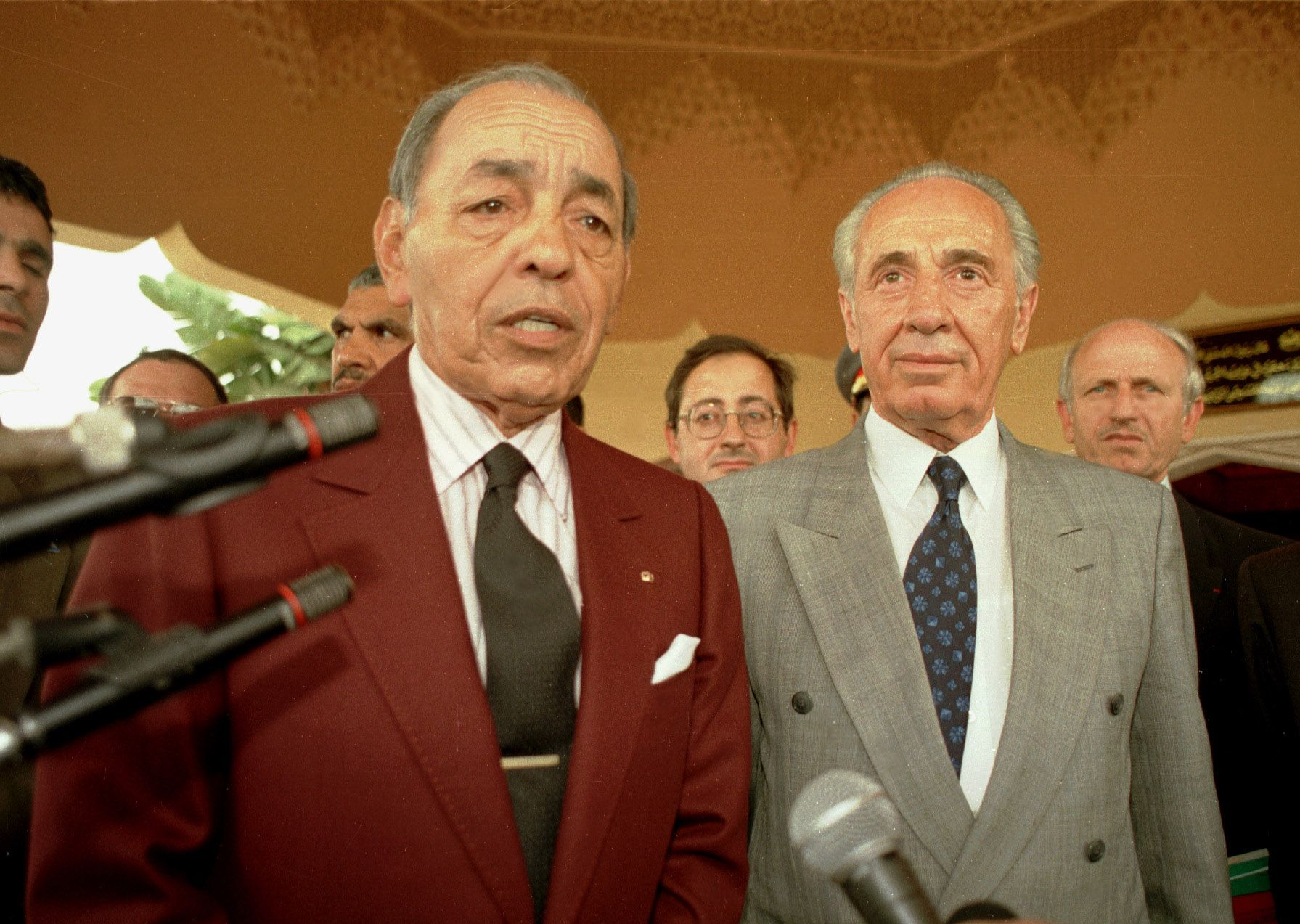
Shimon Peres con il re Hasan II del Marocco (Rabat, 1994).

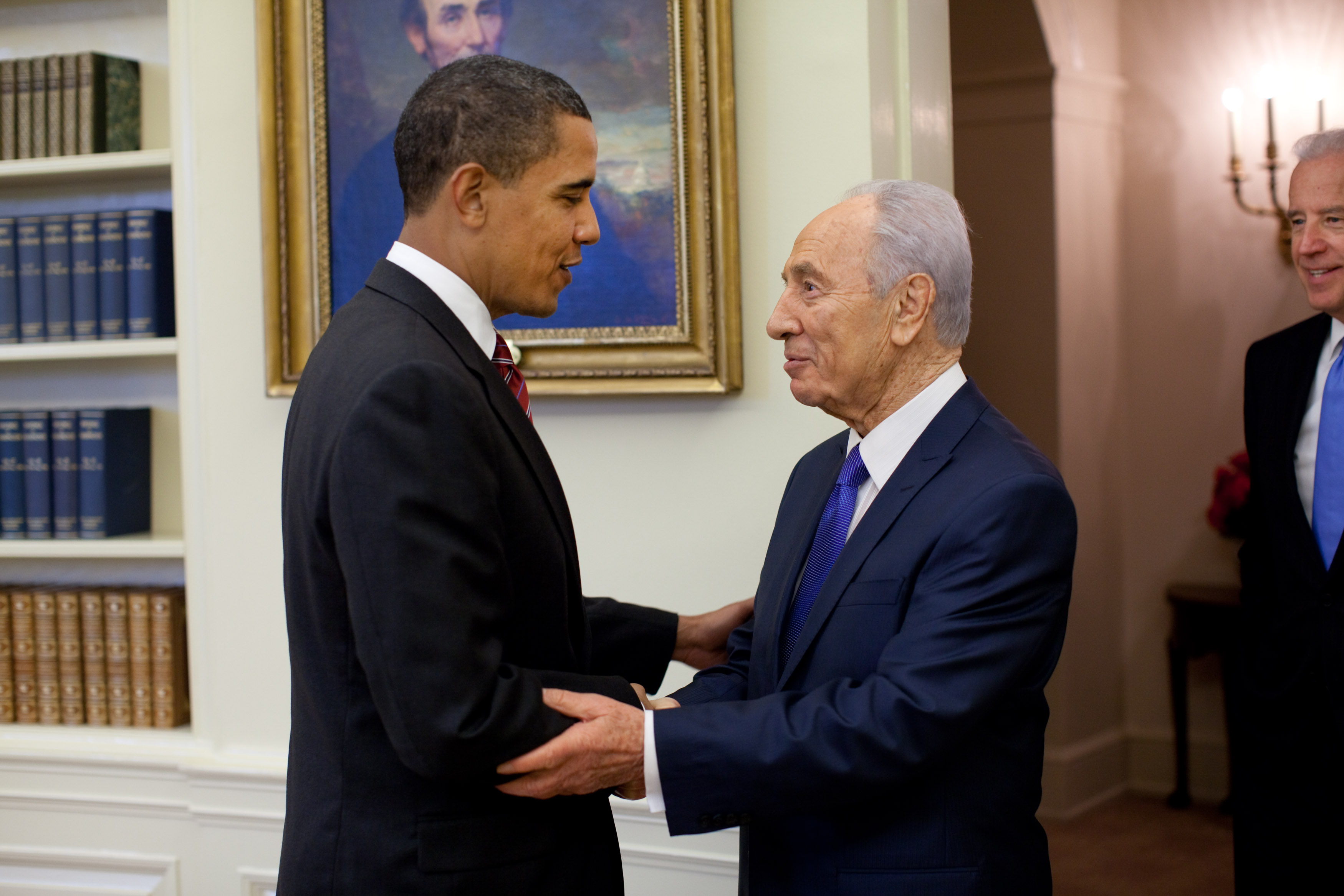
Shimon Peres incontra il presidente degli Stati Uniti Barack Obama nello Studio Ovale, 5 maggio 2009

Shimon Peres è stato uno dei più longevi politici israeliani. Fu inizialmente considerato un falco ed è cresciuto politicamente sotto le influenza di Ben-Gurion e di Dayan ma la sua posizione è andata cambiando dopo essere diventato leader del suo partito e nel confronto con Rabin.
In seguito ha assunto il ruolo di colomba e ha fortemente appoggiato il concetto di una pace attraverso la cooperazione economica. Il dialogo con l'OLP e la ricerca di un "compromesso territoriale" sui territori di Gaza sono stati i suoi obiettivi politici, ma proprio questi obiettivi lo hanno allontanato dai coloni israeliani dei territori occupati. L'obiettivo di Peres, infatti, era quello di assicurare lo sviluppo economico al Paese e comprendeva che ciò era possibile solo appianando i contrasti e le lotte interne anche a costo di concessioni impopolari.
Nella sua lunga carriera diplomatica ha provato soprattutto a risolvere il problema di Gaza e per un certo tempo ha sperato che re Husayn di Giordania potesse essere un partner nei negoziati con gli Arabi e con Yasser Arafat. Peres lo incontrò segretamente a Londra nel 1987 e cercò una base di negoziazione con lui, ma il lavoro venne rigettato dall'allora primo ministro di Israele, Yitzhak Shamir. Ben presto scoppiò la Prima Intifada e la plausibilità di re Husayn come partner di Israele nella risoluzione del problema di Gaza svanì. In seguito Peres si mosse sempre più verso un dialogo con l'OLP anche se evitò di prendere un impegno diretto in questa direzione fino al 1993.
Il successo in questa direzione politica e diplomatica Peres lo ottenne con gli accordi di Oslo a cui è sempre stato molto vicino più di qualsiasi altro politico di Israele (incluso Rabin) con la possibile eccezione del suo protetto, Yossi Beilin. È rimasto sempre coerente agli accordi ed all'Autorità Palestinese anche durante la Prima Intifada e la Seconda Intifada.
Al contrario, Peres ha sempre appoggiato la politica militare di Ariel Sharon per una difesa israeliana contro i kamikaze palestinesi. In pratica accanto allo sviluppo economico e alla pacificazione della zona, Peres ha sempre puntato anche alla sicurezza interna ad ogni costo.
L'immagine di Peres, come si comprende, è una strana commistione di sognatore visionario e di pragmatico opportunista. Un aspetto è quello percepito largamente a livello mondiale, l'altro è quello percepito dagli israeliani. Nella pratica Peres sembra muoversi soprattutto su livelli diplomatici, comprendendo che l'azione dura e violenta verso i territori occupati non produce grossi risultati e che per difendere il nucleo dello Stato d'Israele occorre fare delle concessioni a discapito dei coloni. Su questa base sembra prendere maggior piede la seconda visione e opinione sullo statista.
A riprova di ciò è il fatto che Peres, operando come "comunicatore" informale di Israele grazie al suo prestigio e al rispetto che gode presso la pubblica opinione internazionale, ha sempre difeso le azioni di polizia israeliana ed il muro di Gaza contro le critiche internazionali e le accuse alla politica israeliana.
Nel 2006 Shimon Peres insieme a Sharon fonda il partito centrista Kadima.

## Opere
- The Next Step (1965)
- David's Sling (1970) (ISBN 0-297-00083-7)
- And Now Tomorrow (1978)
- From These Men: seven founders of the State of Israel (1979) (ISBN 0-671-61016-3)
- Entebbe Diary (1991)
- Yoman Entebeh (1991) (ISBN 965-248-111-4)
- The New Middle East (1993) (ISBN 0-8050-3323-8)
- Una battaglia per la pace (Battling for Peace: a memoir) (1995) (ISBN 0-679-43617-0)
- For the Future of Israel (1998) (ISBN 0-8018-5928-X)
- The Imaginary Voyage: With Theodor Herzl in Israel (1999) (ISBN 1-55970-468-3)
- Ben Gurion: A Political Life (2011)

## Premi e interessi

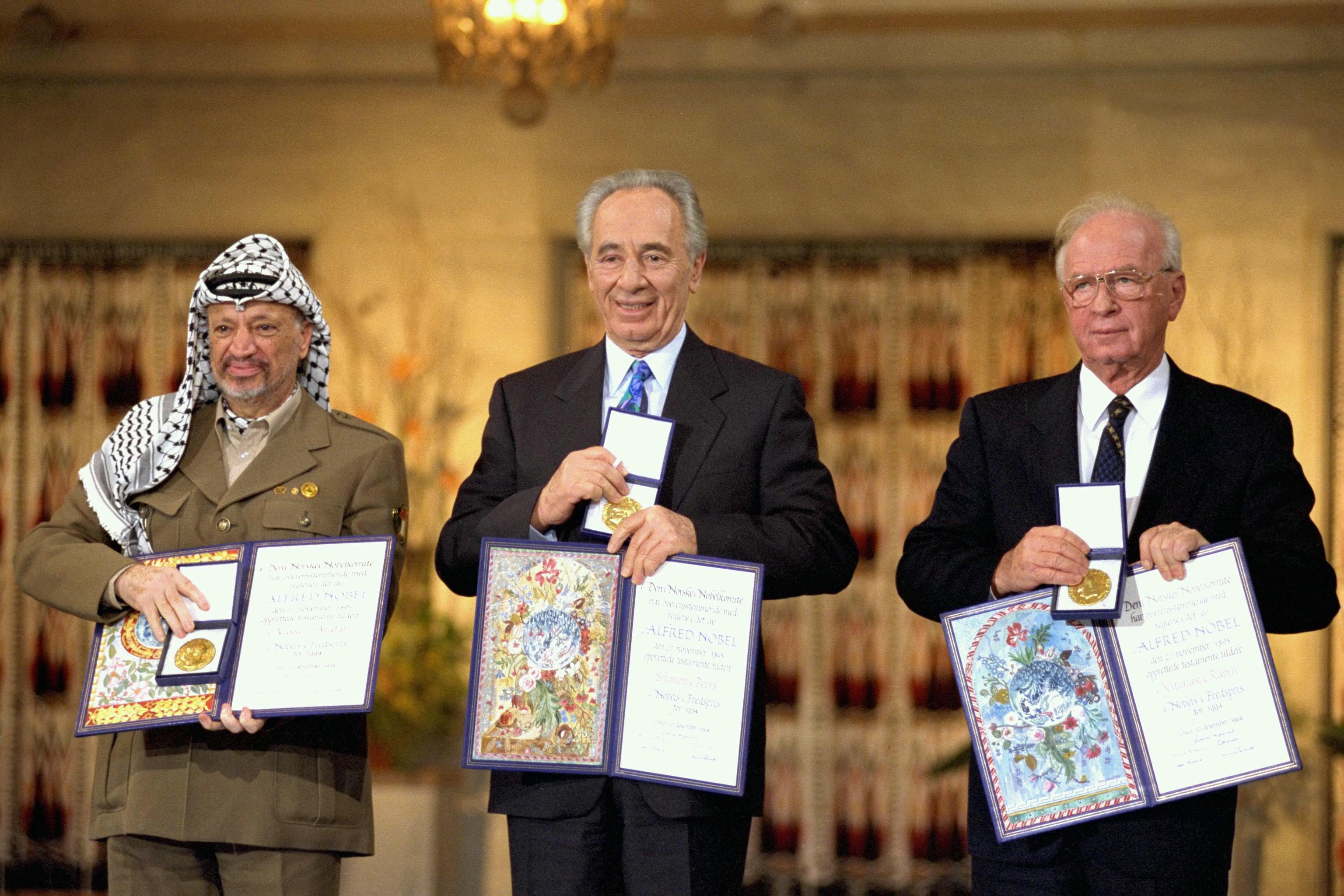
Yasser Arafat, Shimon Peres e Yitzhak Rabin ricevono il premio Nobel per la pace dopo gli accordi di Oslo.

Ha ricevuto il premio Nobel per la pace nel 1994 insieme a Yasser Arafat ed Yitzhak Rabin.
Shimon Peres era interessato alle nanotecnologie.
Nel 1997 ha fondato il "Peres Center for Peace".

## Nella cultura di massa
- Nel film TV La lunga notte di Entebbe, diretto nel 1976 da Marvin J. Chomsky, Peres è interpretato da Burt Lancaster.
- Nel film TV I leoni della guerra, diretto nel 1977 da Irvin Kershner, Peres è interpretato da Tige Andrews.
- Nel film 7 giorni a Entebbe, diretto nel 2018 da José Padilha, Peres è interpretato da Eddie Marsan.

### Onorificenze accademiche

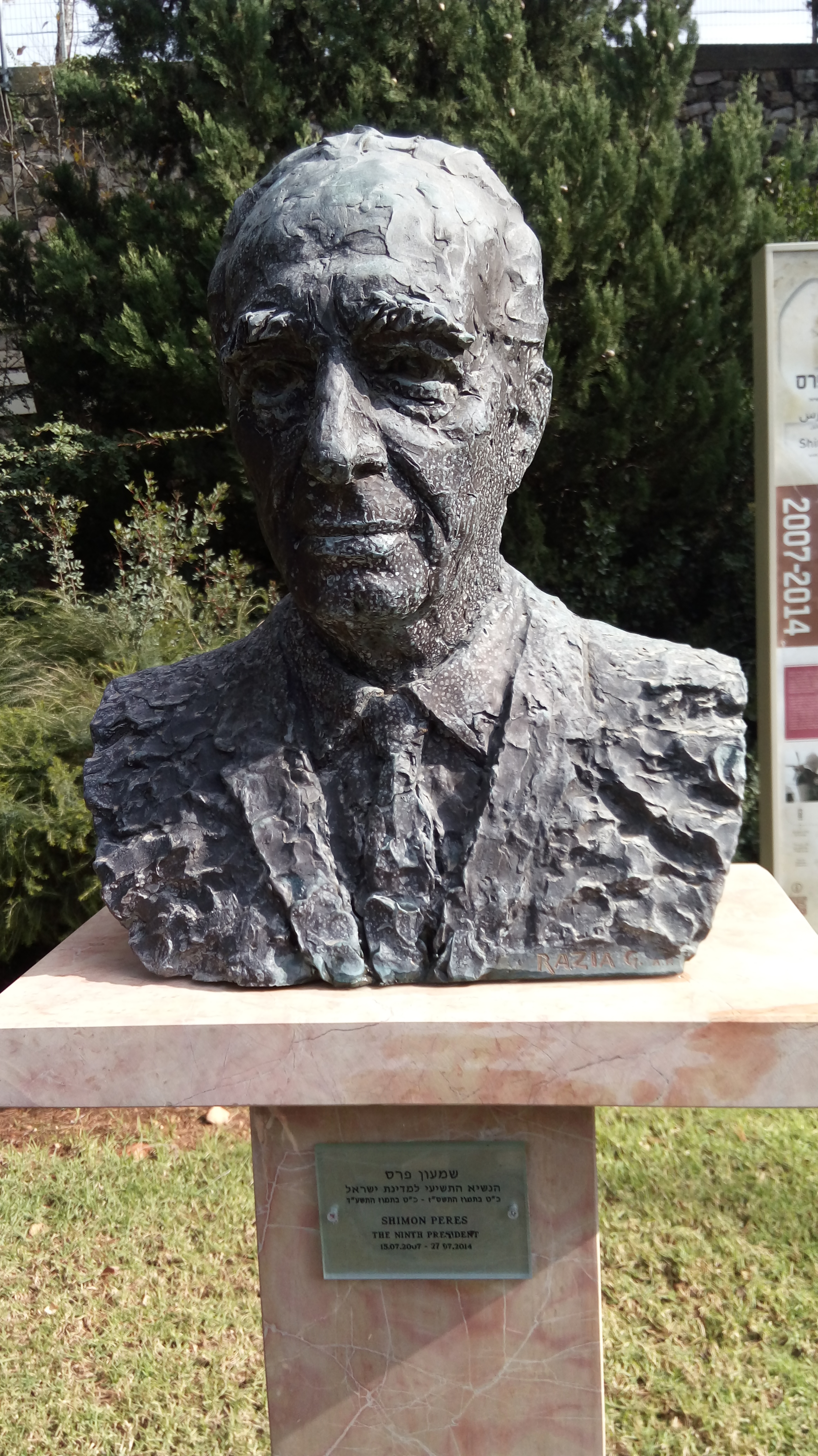
Busto di Shimon Peres a Gerusalemme.